# Verhneaia Salda
Verhneaia Salda (în rusă: Верхняя Салда) este un oraș din regiunea Sverdlovsk, Federația Rusă, cu o populație de 51.195 locuitori.